# Rafael Arias-Salgado
Rafael Arias-Salgado Montalvo (Madrid, 26 de enero de 1942) es un político español.

## Biografía
Hijo de Gabriel Arias-Salgado y hermano de Fernando Arias-Salgado, licenciado en Derecho, fue diputado de la UCD por Toledo (1977-1982), ministro de Relaciones con las Cortes (1979-1980), ministro adjunto al Presidente (1980), ministro de la Presidencia (1980-1981), ministro de Administración Territorial (1981-1982). Fue el que colaboró con la redacción del comunicado de dimisión del presidente Adolfo Suárez el 29 de enero de 1981. 
Tras la disolución de la UCD se dedicó a la empresa privada. Fue presidente de Prosegur (1983-1985). En 1987 ingresó en el CDS y en sus filas fue diputado por Madrid (1990-1992). En 1993 ingresó en el Partido Popular y fue diputado por Madrid entre 1993 y 2004.
Entre 1996 y 2000 fue también ministro de Fomento en el Gobierno del PP presidido por José María Aznar durante la VI Legislatura de España.
Desde el año 2000 fue presidente del Grupo Carrefour en España, cargo que ocupó hasta el 2 de agosto de 2017. Asimismo, desde julio de 2012, sustituye a Javier Gómez Navarro como presidente de World Duty Free Group, antigua Aldeasa. Esta empresa fue pública, siendo privatizada en 1997 por el Gobierno de José María Aznar. En 2017 asumió la presidencia de la Fundación Transición Española.

## Cargos desempeñados
- Diputado por Toledo en el Congreso de los Diputados (1977-1982).
- Ministro de la Presidencia de España (1980-1981).
- Ministro de Administración Territorial de España (1981-1982).
- Diputado por Madrid en el Congreso de los Diputados (1989-1992).
- Diputado por Madrid en el Congreso de los Diputados (1993-2000).
- Ministro de Fomento de España (1996-2000).
- Presidente de la Fundación Transición Española.